# Alex Rufer
Alex Arthur Rufer (ur. 12 czerwca 1996 w Genewie) – nowozelandzki piłkarz występujący na pozycji pomocnika w nowozelandzkim klubie Wellington Phoenix oraz w reprezentacji Nowej Zelandii.

## Kariera klubowa

### Manawatu United
W lutym 2013 podpisał kontrakt z klubem Manawatu United. Zadebiutował 13 stycznia 2013 w meczu New Zealand Premiership przeciwko Southern United (1:4).

### Wellington Phoenix
1 sierpnia 2013 przeszedł do drużyny Wellington Phoenix. Zadebiutował 9 lutego 2014 w meczu A-League przeciwko Newcastle United Jets (2:3). Pierwszą bramkę w drużynie rezerw zdobył 14 lutego 2015 w meczu New Zealand Premiership przeciwko Southern United (2:1).

## Kariera reprezentacyjna

### Nowa Zelandia U-17
W 2013 roku otrzymał powołanie do reprezentacji Nowej Zelandii U-17. Zadebiutował 17 kwietnia 2013 w meczu fazy grupowej Mistrzostw Oceanii U-17 2013 przeciwko reprezentacji Wysp Cooka U-17 (9:0), w którym zdobył swoją pierwszą bramkę. We wrześniu 2013 otrzymał powołanie na Mistrzostwa Świata U-17 2013. Na Mundialu U-17 2013 zadebiutował 17 października 2013 w meczu fazy grupowej przeciwko reprezentacji Urugwaju U-17 (7:0).

### Nowa Zelandia U-20
W 2015 roku otrzymał powołanie do reprezentacji Nowej Zelandii U-20. Zadebiutował 4 maja 2015 w meczu towarzyskim przeciwko reprezentacji Fidżi U-20 (5:0). W maju 2015 otrzymał powołanie na Mistrzostwa Świata U-20 2015. Na Mundialu U-20 2015 zadebiutował 30 maja 2015 w meczu fazy grupowej przeciwko reprezentacji Ukrainy U-20 (0:0).

### Nowa Zelandia U-23
W 2015 roku otrzymał powołanie do reprezentacji Nowej Zelandii U-23. Zadebiutował 3 lipca 2015 w meczu eliminacji do Igrzysk Olimpijskich 2015 przeciwko reprezentacji Wysp Salomona U-23 (2:0), w którym zdobył swoją pierwszą bramkę.

### Nowa Zelandia
W 2015 roku otrzymał powołanie do reprezentacji Nowej Zelandii. Zadebiutował 7 września 2015 w meczu towarzyskim przeciwko reprezentacji Mjanmy (1:1). W 2017 otrzymał powołanie na Puchar Konfederacji 2017. Został powołany na Puchar Narodów Oceanii 2024.

## Statystyki

### Klubowe
(aktualne na dzień 10 marca 2021)
| Klub                        | Sezon              | Liga                    | Liga  | Liga   | Puchar kraju | Puchar kraju | Suma  | Suma   |
| Klub                        | Sezon              | Liga                    | Mecze | Bramki | Mecze        | Bramki       | Mecze | Bramki |
| --------------------------- | ------------------ | ----------------------- | ----- | ------ | ------------ | ------------ | ----- | ------ |
| Manawatu United             | 2012/13            | New Zealand Premiership | 5     | 0      | 0            | 0            | 5     | 0      |
| Manawatu United             | Ogólnie            | Ogólnie                 | 5     | 0      | 0            | 0            | 5     | 0      |
| Wellington Phoenix Reserves | 2014/15            | New Zealand Premiership | 13    | 1      | 0            | 0            | 13    | 1      |
| Wellington Phoenix Reserves | 2015/16            | New Zealand Premiership | 2     | 0      | 0            | 0            | 2     | 0      |
| Wellington Phoenix Reserves | 2016/17            | New Zealand Premiership | 7     | 1      | 0            | 0            | 7     | 1      |
| Wellington Phoenix Reserves | 2017/18            | New Zealand Premiership | 4     | 1      | 0            | 0            | 4     | 1      |
| Wellington Phoenix Reserves | 2019/20            | New Zealand Premiership | 1     | 0      | 0            | 0            | 1     | 0      |
| Wellington Phoenix Reserves | Ogólnie            | Ogólnie                 | 27    | 3      | 0            | 0            | 27    | 3      |
| Wellington Phoenix          | 2013/14            | A-League                | 1     | 0      | 0            | 0            | 1     | 0      |
| Wellington Phoenix          | 2014/15            | A-League                | 3     | 0      | 0            | 0            | 3     | 0      |
| Wellington Phoenix          | 2015/16            | A-League                | 4     | 0      | 0            | 0            | 4     | 0      |
| Wellington Phoenix          | 2016/17            | A-League                | 3     | 0      | 0            | 0            | 3     | 0      |
| Wellington Phoenix          | 2017/18            | A-League                | 11    | 0      | 0            | 0            | 11    | 0      |
| Wellington Phoenix          | 2018/19            | A-League                | 25    | 0      | 1            | 0            | 26    | 0      |
| Wellington Phoenix          | 2019/20            | A-League                | 21    | 0      | 1            | 0            | 22    | 0      |
| Wellington Phoenix          | 2020/21            | A-League                | 9     | 0      | 0            | 0            | 9     | 0      |
| Wellington Phoenix          | Ogólnie            | Ogólnie                 | 77    | 0      | 2            | 0            | 79    | 0      |
| Ogólnie w karierze          | Ogólnie w karierze | Ogólnie w karierze      | 109   | 3      | 2            | 0            | 111   | 3      |

### Reprezentacyjne
(aktualne na dzień 10 marca 2021)
| Reprezentacja      | Rok     | Mecze | Bramki |
| ------------------ | ------- | ----- | ------ |
| Nowa Zelandia U-17 |         |       |        |
| 2013               | 7       | 3     |        |
| Ogólnie            | Ogólnie | 7     | 3      |
| Nowa Zelandia U-20 |         |       |        |
| 2014               | 2       | 0     |        |
| 2015               | 4       | 0     |        |
| Ogólnie            | Ogólnie | 6     | 0      |
| Nowa Zelandia U-23 |         |       |        |
| 2015               | 4       | 1     |        |
| Ogólnie            | Ogólnie | 4     | 1      |
| Nowa Zelandia      |         |       |        |
| 2015               | 2       | 0     |        |
| 2016               | 0       | 0     |        |
| 2017               | 2       | 0     |        |
| 2018               | 2       | 0     |        |
| 2019               | 1       | 0     |        |
| Ogólnie            | Ogólnie | 7     | 0      |

| Mecze i gole w reprezentacji | Mecze i gole w reprezentacji | Mecze i gole w reprezentacji | Mecze i gole w reprezentacji | Mecze i gole w reprezentacji  | Mecze i gole w reprezentacji | Mecze i gole w reprezentacji | Mecze i gole w reprezentacji |
| Nowa Zelandia U-17           | Nowa Zelandia U-17           | Nowa Zelandia U-17           | Nowa Zelandia U-17           | Nowa Zelandia U-17            | Nowa Zelandia U-17           | Nowa Zelandia U-17           | Nowa Zelandia U-17           |
| Lp.                          | Data                         | Miejsce                      | Gospodarz                    | Gość                          | Wynik                        | Gol                          | Rozgrywki                    |
| ---------------------------- | ---------------------------- | ---------------------------- | ---------------------------- | ----------------------------- | ---------------------------- | ---------------------------- | ---------------------------- |
| 1.                           | 17.04.2013                   | Luganville                   | Nowa Zelandia U-17           | Wyspy Cooka U-17              | 9:0                          | Gol                          | Mistrzostwa OFC U-17 2013    |
| 2.                           | 19.04.2013                   | Luganville                   | Nowa Kaledonia U-17          | Nowa Zelandia U-17            | 0:4                          | Gol · Gol                    | Mistrzostwa OFC U-17 2013    |
| 3.                           | 21.04.2013                   | Luganville                   | Vanuatu U-17                 | Nowa Zelandia U-17            | 1:2                          |                              | Mistrzostwa OFC U-17 2013    |
| 4.                           | 25.04.2013                   | Luganville                   | Nowa Zelandia U-17           | Papua-Nowa Gwinea U-17        | 4:0                          |                              | Mistrzostwa OFC U-17 2013    |
| 5.                           | 17.10.2013                   | Ras al-Chajma                | Urugwaj U-17                 | Nowa Zelandia U-17            | 7:0                          |                              | MŚ U-17 2013                 |
| 6.                           | 20.10.2013                   | Ras al-Chajma                | Włochy U-17                  | Nowa Zelandia U-17            | 1:0                          |                              | MŚ U-17 2013                 |
| 7.                           | 23.10.2013                   | Abu Zabi                     | Nowa Zelandia U-17           | Wybrzeże Kości Słoniowej U-17 | 0:3                          |                              | MŚ U-17 2013                 |
| Nowa Zelandia U-20           |                              |                              |                              |                               |                              |                              |                              |
| Lp.                          | Data                         | Miejsce                      | Gospodarz                    | Gość                          | Wynik                        | Gol                          | Rozgrywki                    |
| 1.                           | 04.05.2014                   | Auckland                     | Nowa Zelandia U-20           | Fidżi U-20                    | 5:0                          |                              | Mecz towarzyski              |
| 2.                           | 06.05.2014                   | Auckland                     | Nowa Zelandia U-20           | Fidżi U-20                    | 4:1                          |                              | Mecz towarzyski              |
| 3.                           | 24.05.2015                   | Auckland                     | Nowa Zelandia U-20           | Austria U-20                  | 2:4                          |                              | Mecz towarzyski              |
| 4.                           | 30.05.2015                   | Auckland                     | Nowa Zelandia U-20           | Ukraina U-20                  | 0:0                          |                              | MŚ U-20 2015                 |
| 5.                           | 05.06.2015                   | Wellington                   | Mjanma U-20                  | Nowa Zelandia U-20            | 1:5                          |                              | MŚ U-20 2015                 |
| 6.                           | 11.06.2015                   | Hamilton                     | Portugalia U-20              | Nowa Zelandia U-20            | 2:1                          |                              | MŚ U-20 2015                 |
| Nowa Zelandia U-23           |                              |                              |                              |                               |                              |                              |                              |
| Lp.                          | Data                         | Miejsce                      | Gospodarz                    | Gość                          | Wynik                        | Gol                          | Rozgrywki                    |
| 1.                           | 03.07.2015                   | Port Moresby                 | Nowa Zelandia U-23           | Wyspy Salomona U-23           | 2:0                          | Gol                          | el. IO 2015                  |
| 2.                           | 05.07.2015                   | Port Moresby                 | Papua-Nowa Gwinea U-23       | Nowa Zelandia U-23            | 0:1                          |                              | el. IO 2015                  |
| 3.                           | 07.07.2015                   | Port Moresby                 | Nowa Kaledonia U-23          | Nowa Zelandia U-23            | 0:5                          |                              | el. IO 2015                  |
| 4.                           | 10.07.2015                   | Port Moresby                 | Nowa Zelandia U-23           | Vanuatu U-23                  | 0:3                          |                              | el. IO 2015                  |
| Nowa Zelandia                |                              |                              |                              |                               |                              |                              |                              |
| Lp.                          | Data                         | Miejsce                      | Gospodarz                    | Gość                          | Wynik                        | Gol                          | Rozgrywki                    |
| 1.                           | 07.09.2015                   | Rangun                       | Mjanma                       | Nowa Zelandia                 | 1:1                          |                              | Mecz towarzyski              |
| 2.                           | 12.11.2015                   | Maskat                       | Oman                         | Nowa Zelandia                 | 0:1                          |                              | Mecz towarzyski              |
| 3.                           | 28.03.2017                   | Wellington                   | Nowa Zelandia                | Fidżi                         | 2:0                          |                              | el. MŚ 2018                  |
| 4.                           | 05.09.2017                   | Honiara                      | Wyspy Salomona               | Nowa Zelandia                 | 2:2                          |                              | el. MŚ 2018                  |
| 5.                           | 24.03.2018                   | San Pedro del Pinatar        | Kanada                       | Nowa Zelandia                 | 1:0                          |                              | Mecz towarzyski              |
| 6.                           | 02.06.2018                   | Mumbaj                       | Kenia                        | Nowa Zelandia                 | 2:1                          |                              | Mecz towarzyski              |
| 7.                           | 17.11.2019                   | Wilno                        | Litwa                        | Nowa Zelandia                 | 1:0                          |                              | Mecz towarzyski              |

## Sukcesy

### Reprezentacyjne

#### Nowa Zelandia U-17
- Mistrzostwa Oceanii U-17 (1×): 2013